# ILT Stadium Southland

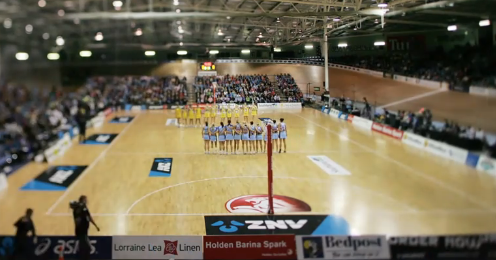
Das SIT Zerofees Velodrome, hier bei einem Netball-Spiel

Das ILT Stadium Southland in Invercargill ist ein multifunktionaler Sportkomplex mit Radrennbahn.
Der Sportkomplex besteht aus einer Sporthalle und einer Radrennbahn in einem weiteren Gebäude. Diese trägt den Namen SIT Zerofees Velodrome und ist neben dem Avantidrome in Cambridge eine von zwei Hallenradrennbahnen in Neuseeland. Im Jahre 2000 wurden die neuseeländischen Bahnmeisterschaften, die auf der offenen Bahn Kew Bowl ausgetragen wurden, stark durch Regen beeinträchtigt. Aus dieser Erfahrung heraus entstand der Wunsch nach einer überdachten Radrennbahn. Es wurde der Bau einer Hallenradrennbahn neben dem Stadium Southland beschlossen.
Das SIT Zerofees Velodrome wurde für elf Millionen Neuseeland-Dollar errichtet, die aus privaten Spenden zusammengebracht wurden. Es verfügt über eine 250 Meter lange Holzbahn und hat 43,2 Grad Kurvenüberhöhung. Geplant wurde die Radrennbahn vom Münsteraner Architekten Ralph Schürmann und ausgeführt von Calder Stewart. Im Mai 2006 wurde das Velodrom nach 57 Wochen Bauzeit eröffnet. Es steht im Komplex des Stadiums Southland und wird auch für Ballsportarten benutzt, nachdem das Dach des Stadions nach starkem Schneefall im September 2010 eingebrochen war. Das Velodrom beherbergt zudem ein Bürogebäude für die Sportverwaltung. 
2012 wurden im IT Zerofees Velodrome die UCI-Bahn-Weltmeisterschaften der Junioren 2012 ausgetragen. Mehrfach fanden hier die neuseeländischen Bahnmeisterschaften statt. Das Velodrom ist die zentrale Trainingsstätte für die neuseeländische Bahn-Nationalmannschaft.